# Västra Göinge kontrakt
Västra Göinge kontrakt var ett kontrakt i Lunds stift inom Svenska kyrkan. Ingående församlingar låg i Hässleholms kommun. Kontraktet utökades och namnändrades 2018  till Göinge kontrakt.
Kontraktskoden var 0715. 

## Administrativ historik
Kontraktet bildades 1722 när Göinge kontrakt delades. Sedan 1736 omfattar kontraktet
- Önnestads församling som 1962 överfördes till Östra Göinge kontrakt
- Vinslövs församling
- Nävlinge församling som 2006 uppgick i Vinslövs församling
- Sörby församling som 2006 uppgick i Vinslövs församling
- Gumlösa församling som 2006 uppgick i Vinslövs församling
- Norra Mellby församling  som 2012 uppgick i Sösdala församling
- Tjörnarps församling som 1973 överfördes till Frosta kontrakt
- Brönnestads församling  som 2012 uppgick i Sösdala församling
- Finja församling som 2010 uppgick i Tyringe församling
- Hörja församling som 2010 uppgick i Tyringe församling
- Matteröds församling som 2010 uppgick i Tyringe församling
- Röke församling
- Västra Torups församling
- Norra Åkarps församling
- Vankiva församling
- Vittsjö församling
- Visseltofta församling som 1973 överfördes till Östra Göinge kontrakt
- Verums församling
- Stoby församling som 2014 uppgick i Hässleholms församling efter att 2002 uppgått i Stoby-Norra Sandby församling som upplöstes 2006 då en Stoby församling återbildades
- Norra Sandby församling som 2002 uppgick i Stoby-Norra Sandby församling som 2006 uppgick i en återbildad Stoby församling
- Ignaberga församling som 2006 uppgick i en återbildad Stoby församling
- Hässleholms församling bildad 1910

1962 tillfördes från Frosta kontrakt
- Häglinge församling som 2012 uppgick i Sösdala församling

1973 tillfördes från Östra Göinge kontrakt
- Hästveda församling som 2014 uppgick i Hässleholms församling
- Farstorps församling